# Sucessão de poder na China
A sucessão de poder na China desde 1949 ocorre no contexto de um estado de partido único sob o Partido Comunista Chinês (PCC). Apesar da garantia de franquia universal na constituição, a nomeação do Líder Supremo da China está em grande parte nas mãos de seu antecessor e das poderosas facções que controlam o Comitê Central do Partido Comunista Chinês.
A nomeação de líderes ocorre após dois mandatos de cinco anos conforme a Constituição da República Popular da China de 1982 a 2018. Isso foi alterado para mandatos ilimitados durante a primeira sessão plenária da 13ª Assembleia Popular Nacional em março de 2018.
Em outubro de 2022, Xi Jinping foi reeleito como secretário-geral do Partido Comunista Chinês para um terceiro mandato de Líder Supremo, sendo o unico a atingir tal feito desde após a morte de Mao Zedong.

## Estrutura de poder
O Líder Supremo da China detém estes três títulos oficiais:
Secretário-Geral do Partido Comunista Chinês
Chefe do partido no poder
Presidente da República Popular da China
Chefe de estado nominal
Presidente da Comissão Militar Central
Comandante-em-chefe das Forças Armadas (Exército de Libertação Popular)
No passado, era possível para o Líder Supremo exercer o poder absoluto sem ocupar nenhum dos cargos mais altos. Este foi o caso de Deng Xiaoping, que foi o líder indiscutível entre 1978 a 1989 sem ocupar nenhum dos cargos mais altos do partido e do estado. Desde sua aposentadoria, o poder tornou-se mais estruturado com o líder ocupando os três cargos mencionados anteriormente.

## História
O conceito de líder supremo foi instituído durante a era de Mao Zedong, que foi presidente vitalício do Partido Comunista Chinês. A posição foi posteriormente estabelecida sob Deng Xiaoping, no entanto, o termo líder supremo não foi oficialmente atribuído a nenhum outro líder. Desde a aposentadoria de Deng Xiaoping ao renunciar ao cargo de presidente da Comissão Militar Central do Partido Comunista em 1989, o poder político na China tem sido mantido coletivamente pelos membros do Comitê Permanente do Politburo do Partido Comunista Chinês. O Secretário Geral pode ser melhor descrito como primus inter pares. Como os procedimentos desse órgão são considerados segredo de Estado, o funcionamento interno do Politburo não é divulgado. É claro, no entanto, que a tomada de decisão tornou-se impulsionada pelo consenso e que nenhuma figura pode mais agir unilateralmente como nos dias de Mao Zedong e Deng Xiaoping.

## Mecanismo constitucional
O poder constitucional na República Popular da China é exercido pelo Comitê Central do Partido Comunista Chinês (CCPCC). Embora este grupo de aproximadamente 300 membros não tenha poder da mesma forma que um corpo legislativo tradicional, os funcionários mais importantes e seniores do governo chinês são todos membros.
Dentro do CCPCC está o Politburo do Partido Comunista Chinês. Este órgão é um grupo de 25 indivíduos (atualmente 24 homens e uma mulher) que governam o Partido Comunista Chinês (PCC). Teoricamente, o Politburo é eleito pela CCPCC; entretanto, na prática, qualquer novo membro do Politburo é escolhido pelos membros atuais. Os membros do Politburo ocupam posições no governo nacional da China e posições regionais de poder simultaneamente, consolidando assim o poder do PCC.
No caso de decisões políticas importantes, os tópicos são abordados no Politburo, que então determina as ações a serem tomadas pelo governo nacional e local. A direção política para todo o país está nas mãos desses 25 indivíduos que se reúnem uma vez por mês. A admissão no Politburo é extremamente difícil. O controle rígido sobre o corpo é exercido pelos membros atuais que avaliam cuidadosamente os membros potenciais para manter o equilíbrio de poder. Boas relações políticas dentro do Politburo são essenciais para a admissão no grupo. Todos os membros do Politburo são eleitos para mandatos de cinco anos.
20º Politburo Em ordem de sobrenomes, exceto para membros do Comitê Permanente do Politburo:
| Hanzi  | Nome          | Ano de nascimento | Escritório(s) |
| ------ | ------------- | ----------------- | --- |
| 习近平 | Xi Jinping    | 1953              | Secretário-Geral do Partido Comunista Chinês Presidente da República Popular da China Presidente da Comissão Militar Central |
| 李强   | Li Qiang      | 1959              | Primeiro-ministro da República Popular da China                                                                              |
| 赵乐际 | Zhao Leji     | 1957              | Presidente da Comissão Permanente da Assembleia Popular Nacional                                                             |
| 王沪宁 | Wang Huning   | 1955              | Presidente da Conferência Consultiva Política do Povo Chinês                                                                 |
| 蔡奇   | Cai Qi        | 1955              | Primeiro Secretário do Secretariado do Partido                                                                               |
| 丁薛祥 | Ding Xuexiang | 1962              | Primeiro vice-primeiro-ministro da República Popular da China                                                                |
| 李希   | Li Xi         | 1956              | Secretário da Comissão Central de Inspeção Disciplinar                                                                       |
| 马兴瑞 | Ma Xingrui    | 1959              | Secretário do Partido de Xinjiang                                                                                            |
| 王毅   | Wang Yi       | 1953              | Diretor do Gabinete da Comissão Central de Relações Exteriores                                                               |
| 尹力   | Yin Li        | 1962              | Secretário do Partido de Pequim                                                                                              |
| 石泰峰 | Shi Taifeng   | 1956              | Vice-presidente da Conferência Consultiva Política do Povo Chinês Chefe do Departamento de Trabalho da Frente Unida          |
| 刘国中 | Liu Guozhong  | 1962              | Vice-primeiro-ministro da República Popular da China                                                                         |
| 李干杰 | Li Ganjie     | 1964              | |
| 李书磊 | Li Shulei     | 1964              | Chefe do Departamento de Publicidade                                                                                         |
| 李鸿忠 | Li Hongzhong  | 1956              | Primeiro Vice-Presidente da Comissão Permanente da Assembleia Popular Nacional                                               |
| 何卫东 | He Weidong    | 1957              | Vice-presidente da Comissão Militar Central                                                                                  |
| 何立峰 | He Lifeng     | 1955              | Vice-primeiro-ministro da República Popular da China                                                                         |
| 张又侠 | Zhang Youxia  | 1950              | Vice-presidente da Comissão Militar Central                                                                                  |
| 张国清 | Zhang Guoqing | 1964              | Vice-primeiro-ministro da República Popular da China                                                                         |
| 陈文清 | Chen Wenqing  | 1960              | Secretário da Comissão Central de Política e Assuntos Jurídicos                                                              |
| 陈吉宁 | Chen Jining   | 1964              | Secretário do Partido de Xangai                                                                                              |
| 陈敏尔 | Chen Min'er   | 1960              | ecretário do Partido de Tianjin                                                                                              |
| 袁家军 | Yuan Jiajun   | 1962              | Secretário do Partido de Chongqing                                                                                           |
| 黄坤明 | Huang Kunming | 1956              | Secretário do Partido de Guangdong                                                                                           |

O poder dentro do Politburo está ainda mais concentrado no Comitê Permanente do Politburo do Partido Comunista Chinês. Este grupo de sete membros reúne-se semanalmente e é liderado pelo Secretário-Geral.
20º Comitê Permanente do Politburo Ordenado na classificação de cargos políticos
1. Xi Jinping
2. Li Qiang
3. Zhao Leji
4. Wang Huning
5. Cai Qi
6. Ding Xuexiang
7. Li Xi

A eleição da liderança executiva na RPC é feita por meio de um processo que pode ser melhor descrito como uma eleição indireta. Nesse sistema, apenas um candidato concorre à eleição de qualquer cargo. Embora outros candidatos não possam concorrer formalmente, a inscrição de candidatos é permitida. Em 2013, quando a 12ª Assembleia Popular Nacional elegeu o secretário-geral do PCC, Xi Jinping, como presidente, 2.952 membros votaram a favor e um contra, com três abstenções. Da mesma forma, nas eleições de 2008, Hu Jintao, então secretário-geral, presidente e presidente da Comissão Militar Central, foi reeleito. Dos 2.985 membros da 11ª Assembleia Popular Nacional, apenas 3 votaram contra Hu Jintao, com outras 5 abstenções.

## Mecanismo prático
Em termos práticos, o Congresso Nacional dá um carimbo em uma decisão que é tomada pelo Politburo e pela Comissão Permanente. A transição de liderança pode levar vários meses. Por exemplo, quando Hu Jintao assumiu o poder de Jiang Zemin, a transição de poder se estendeu por quase dois anos. Listadas abaixo estão as datas em que Hu foi nomeado para cada cargo:
- Secretário-Geral do Partido Comunista Chinês (novembro de 2002)
- Presidente da República Popular da China (março de 2003)
- Presidente da Comissão Militar Central (setembro de 2004)

Normalmente, o cargo de Presidente da Comissão Militar Central é o último cargo entregue pelo líder anterior, a fim de garantir influência política e garantir a continuidade política.

## Transição mais recente
Nomeações para cargos-chave são o melhor indicador de quem será o próximo líder. O cargo de vice-presidente da Comissão Militar Central (CMC) é visto por muitos como a última parada antes de se tornar o principal líder da China. A nomeação para o cargo de vice-presidente é tão crucial que, quando Xi Jinping, o atual secretário-geral do PCC, não conseguiu o cargo no 4º Plenário em 2009, muitos analistas sugeriram que ele havia caído em desgraça e não seria o próximo líder chinês. Sua nomeação final para vice-presidente do CMC foi vista como evidência de que ele havia começado a consolidar seu poder e acabaria por suceder Hu Jintao quando seu mandato expirou em 2012 no 18º Congresso do Partido.
Na ausência de um processo eleitoral transparente, a nomeação para cargos-chave é a única maneira de prever o futuro da liderança na China. Observe na tabela abaixo o caminho que Xi Jinping percorreu de um funcionário de baixo escalão do partido aos 30 anos de idade até sua posição atual de líder do país mais populoso do mundo.
Postos políticos e militares correspondentes de Xi Jinping, 1983-2007:
| Anos      | Postos políticos | Posição militar |
| --------- | --- | --- |
| 1983-1985 | Primeiro secretário, condado de Zhengding, comitê do partido da província de Hebei                                                                                                | Primeiro comissário político e primeiro secretário do Comitê do Partido do Departamento das Forças Armadas Populares do Condado de Zhengding, Província de Hebei |
| 1988-1990 | Secretário do Comitê da Prefeitura de Ningde do PCC, Província de Fujian | Primeiro secretário do Comitê do Partido do Comando de Área Sub-Militar de Ningde |
| 1990-1993 | Secretário do Comitê Municipal de Fuzhou do PCC e presidente do Comitê Permanente do Congresso Popular Municipal de Fuzhou                                                        | Primeiro secretário do Comitê do Partido do Comando da Área Sub-Militar de Fuzhou |
| 1995-1996 | Vice-secretário do Comitê Provincial de Fujian do PCC, secretário do Comitê Municipal de Fuzhou do PCC e presidente do Comitê Permanente do Congresso Popular Municipal de Fuzhou | Primeiro secretário do Comitê do Partido do Comando da Área Sub-Militar de Fuzhou |
| 1996-1999 | Vice-secretário do Comitê Provincial de Fujian do PCC | Primeiro comissário político da divisão de reserva de artilharia antiaérea do Comando da Área Militar Provincial de Fujian |
| 1999-2000 | Vice-secretário do Comitê Provincial de Fujian do PCC e governador interino da Província de Fujian                                                                                | Vice-diretor da comissão de mobilização de defesa nacional do Comando de Área Militar de Nanjing, diretor da comissão provincial de mobilização de defesa nacional de Fujian, primeiro comissário político da divisão de reserva de artilharia antiaérea do Comando de Área Militar Provincial de Fujian |
| 2000-2002 | Vice-secretário do Comitê Provincial de Fujian do PCC e governador da província de Fujian                                                                                         | Vice-diretor da comissão de mobilização de defesa nacional do Comando de Área Militar de Nanjing, diretor da comissão provincial de mobilização de defesa nacional de Fujian, primeiro comissário político da divisão de reserva de artilharia antiaérea do Comando de Área Militar Provincial de Fujian |
| 2002      | Vice-secretário do Comitê Provincial do PCC de Zhejiang e governador interino da Província de Zhejiang                                                                            | Vice-diretor da comissão de mobilização de defesa nacional do Comando de Área Militar de Nanjing, diretor da comissão provincial de Zhejiang para mobilização de defesa nacional |
| 2002-2003 | Secretário do Comitê Provincial do PCC de Zhejiang e governador interino da Província de Zhejiang                                                                                 | Primeiro secretário do comitê do Partido do Comando Provincial de Área Militar de Zhejiang, vice-diretor da comissão de mobilização de defesa nacional do Comando de Área Militar de Nanjing, diretor da comissão provincial de Zhejiang para mobilização de defesa nacional                             |
| 2003-2007 | Secretário do Comitê Provincial de Zhejiang do PCC e presidente do Comitê Permanente do Congresso Popular Provincial de Zhejiang                                                  | Primeiro secretário do Comitê do Partido do Comando da Área Militar Provincial de Zhejiang |
| 2007      | Secretário do Comitê Municipal de Xangai do PCC | Primeiro secretário do comitê do Partido da Guarnição de Xangai |

Enquanto o governo chinês permanecer em segredo sobre o funcionamento interno do Politburo do PCC, o comportamento passado continuará a ser a ferramenta mais eficaz para prever nomeações futuras. Neste contexto, a nomeação de um candidato para cargos-chave continua a ser o melhor indicador do seu papel futuro. Por exemplo, a nomeação de Xi Jinping como vice-presidente da Comissão Militar Central do Partido Comunista Chinês indicou com razoável confiança que ele seria o próximo líder máximo da República Popular da China.

## Era Xi Jinping
Esperava-se que a sexta geração de líderes chegasse ao poder no 20º Congresso do Partido em 2022. No entanto, após a consolidação do poder de Xi Jinping no 19º Congresso do Partido , o futuro da "sexta geração" foi posto em dúvida como figuras claramente sucessoras não foi nomeado para altos cargos de liderança, particularmente o Comitê Permanente do Politburo. Xi Jinping foi reeleito como secretário-geral do Partido Comunista Chinês em 2022.
Nos anos anteriores, Hu Chunhua (vice-premier de 2018 a 2023) foi visto  como uma possível figura central. Hu e Sun Zhengcai foram os únicos membros do Politburo nomeados no 18º Congresso do Partido em 2012 que nasceram depois de 1960, fazendo com que seu avanço parecesse uma certeza, mas Sun foi expurgado antes do 19º Congresso do Partido e Hu foi retirado de o Politburo no dia 20. O jornal norte-americano Duo Wei Times também listou quatro figuras que desde então caíram em desgraça, o ex-governador de Fujian Su Shulin, o ex-presidente do Supremo Tribunal Popular Zhou Qiang, o ex-secretário do partido de Heilongjiang, Zhang Qingwei, e o ex-ministro dos Recursos Naturais da República Popular da China Lu Hao, como outras figuras potenciais nesta geração de liderança. Outros neste grupo de idade difícil ascendendo nas fileiras incluem Zhang Guoqing (agora um vice-primeiro-ministro) e Chen Min'er (secretário do partido de Chongqing e depois de Tianjin).
Ding Xuexiang é a única pessoa dessa faixa etária a chegar ao Comitê Permanente, mas o 20º Politburo inclui outros oito membros nascidos entre 1960 e 1964.